# Casamento na TV
Casamento na TV foi um programa de auditório exibido de 6 de agosto de 1967 à 6 de julho de 1969 na Rede Globo. O programa realizava entrevistas com mulheres e homens solteiros que desejavam se casar. Com 45 minutos de duração, o programa era transmitido ao vivo no período das 19 horas aos domingos. Apresentado e dirigido por Raul Longras, Casamento na TV contava também com a direção de Mário Franco e Augusto César Vannucci entre outros, já a produção ficou por conta de Ruy Mattos. Produzido e transmitido inicialmente no Rio de Janeiro, com o tempo passou a ser transmito em São Paulo através de videoteipe. O programa também foi apresentado por Silvio Santos.

## Enredo
Os candidatos do programa eram dispostos no auditório em fileiras separadas de homens e mulheres. O apresentador Raul Longras andava pelo auditório com seu microfone na mão e ia até um candidato ou candidata e perguntava as características que essa pessoa pretendia encontrar de sua futura noiva ou noivo. A pessoa descrevia todas as características que considerava importante, como por exemplo no caso de uma candidata os atributos esperados poderiam ser "bonito, trabalhador, bom marido, que cuide de nossos filhos". E assim o programa seguia com o apresentador fazendo a pergunta aos demais participantes. Os candidatos que encontrasse alguém que gostasse e decidissem casar, tinham todas as despesas do casamentos bancadas pela Rede Globo. A emissora organizava a cerimônia do casamento em uma igreja perto de suas instalações; já a festa ocorria dentro da própria emissora, em um terraço que era todo enfeitado para a recepção dos noivos. Os patrocinadores tinham uma participação muito importante durante a cerimônia de casamento e na vida do casal após o enlace. Presenteavam os noivos com toda a alimentação e bebida do casamento, as roupas dos noivos, alianças, viagem de lua-de-mel e também móveis e enxovais para a casa do casal. Em seu auge o programa chegou a realizar de 10 a 15 casamentos por mês. 
Os telespectadores acabavam acompanhando o namoro do casal pela televisão, muitas vezes se emocionando com as declarações de amor dos participantes. O apego com os candidatos era tanto, que muitos telespectadores acabavam comparecendo na igreja no dia do casamento. 

## História
No começo de sua exibição o programa não fez tanto sucesso, porém um escândalo no meio do programa despertou o interesse de novos telespectadores, causando um aumento significativo da audiência. Em um dos programas uma mulher grávida, com a devida autorização da produção, parou o programa para delatar um dos candidatos a noivos como pai de seu filho. Essa acusação surpreendeu muito o rapaz e segundo o produtor Ruy Mattos estava em todos os jornais no dia seguinte. Com o aumento da popularidade o programa que antes era transmitido em 45 minutos passou a ter uma hora de duração e contava agora com apresentações musicais.

### Caso Silvio Santos e casal Garzin
Em 1967, o jovem Valdir Garzin, então com 18 anos, participou do programa e conheceu Cleide Garzin, escolhida entre quase 50 pretendentes. O romance floresceu diante das câmeras, com Silvio Santos acompanhando cada etapa até o casamento oficial. Como padrinho, o apresentador não apenas testemunhou a união, mas também ofereceu um gesto marcante ao descobrir que o casal recém-casado não possuía uma televisão: doou o dinheiro para que eles comprassem o aparelho. Mais do que padrinho, Silvio se tornou um símbolo do amor que uniu Valdir e Cleide, cuja história se mantém viva quase seis décadas depois.